# Ahmed Maharzi
 (octobre 2024).
Si vous disposez d'ouvrages ou d'articles de référence ou si vous connaissez des sites web de qualité traitant du thème abordé ici, merci de compléter l'article en donnant les références utiles à sa vérifiabilité et en les liant à la section « Notes et références ».
Ahmed Maharzi, né le 8 mars 1970 à Uzès, est un footballeur professionnel français. Il était attaquant.

## Biographie
Formé au Nîmes Olympique, il y joue en D1 et D2.
Au mercato Hivernal 1993-1994, il est transféré à La Berrichonne de Châteauroux alors en National, et est promu en D2 la saison suivante.
En 1996, il rejoint le Toulouse FC alors en D2, et retrouve l'élite la saison suivante.
Il rejoint ensuite pour une brève saison l'Olympique d'Alès.
Ahmed a été plusieurs fois sélectionné en équipe de France espoirs aux côtés notamment de Zinédine Zidane, de 1990 à 1991.
Il est président de l'Entente sportive Pays d'Uzès depuis 2022.

## Palmarès
- Champion de National : 1994 (avec LB Châteauroux)
- Vice-champion de D2 : 1997 (avec le Toulouse FC)